# Florimond II Robertet, seigneur de Fresnes
Pour les articles homonymes, voir Florimond Robertet (homonymie).
Pour les autres membres de la famille, voir Famille Robertet.
Florimond Robertet, seigneur de Fresnes (1531–1567) est un ministre français, secrétaire d'État.

## Biographie
Florimond Robertet de Fresne est le fils de Jean-René Robertet et Jeanne Le Viste, et le petit-fils de François Robertet de Bullion (domaine à Poncins, Chambéon, Mornand) et Colette de La Loëre. 
Florimond II est ainsi le petit-neveu de Florimond Ier, qui fut secrétaire de Pierre de Beaujeu, duc de Bourbon et comte de Forez, mari d’Anne de France, qui, sans avoir le titre de régente, gouverna le royaume pendant la minorité de Charles VIII, ainsi que l’avait ordonné Louis XI en mourant). 
Robertet de Fresne est né en 1531. Toute sa famille était attachée aux Guise, et il dut à leur appui, non moins qu’à sa capacité, l’insigne faveur d’être secrétaire d’État à 26 ans (1557). Il cultive de bonne heure les arts et les lettres malgré ses fonctions qu’il remplit depuis le règne de Henri II jusqu’à celui de Charles IX. 
Il meurt à seulement 36 ans ; mais si sa carrière a été courte, elle n'en est moins remarquable par les actes auxquels il concourt et auxquels il attache son nom. 
En 1559, il signe, avec la forme ordinaire : par l’avis du conseil, l’étrange pouvoir donné au duc de Guise, au nom de François II, après la conjuration d'Amboise, pouvoir que le vertueux chancelier Olivier, malgré les mots : par l’avis du conseil, refuse longtemps de signer parce qu’il ne donne au duc de Guise rien moins que la puissance royale sous le titre de lieutenant général du royaume. 
En 1560, c’est Robertet de Fresne qui écrit, au nom de François II, la lettre au roi de Navarre portant injonction d’amener son frère le prince de Condé à Orléans. Antoine de Bourbon y obtempère imprudemment, puisque le prince son frère a été arrêté, comme chef de la conjuration d'Amboise, et condamné à mort. Florimond II meurt à l’âge de 36 ans sans laisser d’enfant. Il passa une partie de sa vie au château de Beauregard, où une peinture de son cousin Florimond est toujours exposée dans la galerie des portraits. Fizes lui succède dans la charge de secrétaire d’État.
rectificatif
Colette de La Loëre épousa François Robertet frère aîné de Florimont I. Elle eut au moins 2 enfants : Jean-René et Anne Robertet. Jean René (fils de Francois et neveu de Florimont I) épousa Jeanne le Viste dont au moins 2 enfants aussi Florimont II et Marie.
C'est peut-être Marie qui épousa Jean Babou de la Bourdaisière, et serait donc la mère de Françoise Babou et la grand-mère de Gabrielle d'Estrées ? (en fait on trouve plutôt Françoise Robertet, fille de Florimond Ier et cousine germaine de Jean René, le père de Marie, comme épouse de Jean Babou !).

## Armoiries
| Blason | Blasonnement : D'azur à la bande d'or chargée d'un demi-vol dextre de sable posé à plomb et accompagnée de trois étoiles à six rais d'or, une en chef, deux en pointe rangées en bande. |

## Voir plus loin